# Joan de Fordun
Joan de Fordun (mort després del 1360, vers 1384) va ser un cronista escocès. Es considera que va néixer a Fordun, avui situat a Aberdeenshire. Se sap amb certesa que era un religiós secular, o sigui que no vivia en cap comunitat, i que va escriure les seves cròniques durant la segona meitat del segle xiv. Es creu que era el capellà de la catedral de Sant Macari d'Aberdeen.
El treball de Joan de Fordun és el primer que descriu una història continuada d'Escòcia. El seu zel patriotic va sorgir arran de la supressió o destrucció de nombrosos arxius nacionals per Eduard III d'Anglaterra. Viatjarà doncs a Anglaterra i Irlanda per a reunir la documentació per als seus treballs. El conjunt de la seva obra (un total de 5 creacions), és la Chronica gentis Scotorum.
De les tres primeres obres no se'n pot verificar la veracitat ni l'historicitat. Tanmateix formen la base sobre la qual es recolzaran Hector Boece i George Buchanan pels seus propis treballs històrics. Per la seva banda l'historiador del segle xviii Thomas Innes va considerar el seu contingut com a dubtós al seu Critical Essay. Per contra, la quarta i cinquena obres contenen informacions de gran valor i són més precises en la mesura que parlen d'esdeveniments més propers a l'època de l'autor. La cinquena obra acaba amb la mort del rei David I d'Escòcia el 1153.
A part de la Chronica, publicada vers 1360, Joan de Fordun va escriure també una part d'un altre llibre i va recollir documentació per a poder retrocedir més enrere en la història. Aquests documents, anomenats Annals, tenen com a darrera entrada un esdeveniment del 1383, i van ser represos per un successor seu del segle XV anomenat Walter Bower, abad d'Incholm. Els afegits de Bower formen onze llibres i arriben fins a la mort de Jaume I d'Escòcia el 1437. El conjunt resultant de la unió de les obres d'ambdós autors se'l coneix amb el nom de Scotichronicon.

## Edicions impreses
La primera edició impresa de l'obra de Joan de Fordun va ser la de Thomas Gale a Scriptores quindecim (volum 3), que fou publicada el 1691. La següent edició, en cinc volums, va aparèixer el 1722, sota la supervisió de Thomas Hearne. El conjunt d'obres de Fordun i Bower, va ser publicat per Walter Goodall a Edimburg el 1759. Finalment, les cròniques en llengua llatina original amb la seva traducció a l'anglès van ser editades per William Forbes Skene a The Historians of Scotland el 1871 i el 1872. El prefaci d'aquesta edició recull tots els detalls bibliogràfics i dona les referències completes dels manuscrits i altres edicions.